# جيمس ميلر (لواء)
جيمس ميلر (بالإنجليزية: James Miller)‏ ( 25 أبريل 1776 - 7 يوليو 1851) هو عضو في مجلس النواب الأمريكي وأول محافظ لإقليم أركنساس وعميد في القوات البرية للولايات المتحدة أثناء حرب 1812.

## حياته
ولد جيمس ميلر في بيتربورو (نيوهامشير) ابن لجيمس ميلر وكاثرين جريج ميلر، أرتاد جامعة ماساتشوستس في أمهيرست ثم أكمل دراسته في كلية وليامز، تزوج مارثا فيرغسون وانجبا ابن وحيد وبعد وفاة أمه تزوج بروث فلينت ومارس مهنة المحاماة في غرينفيلد (نيوهامشير) من عام 1803 وحتى 1808.